# Ludwig Röder von Diersburg

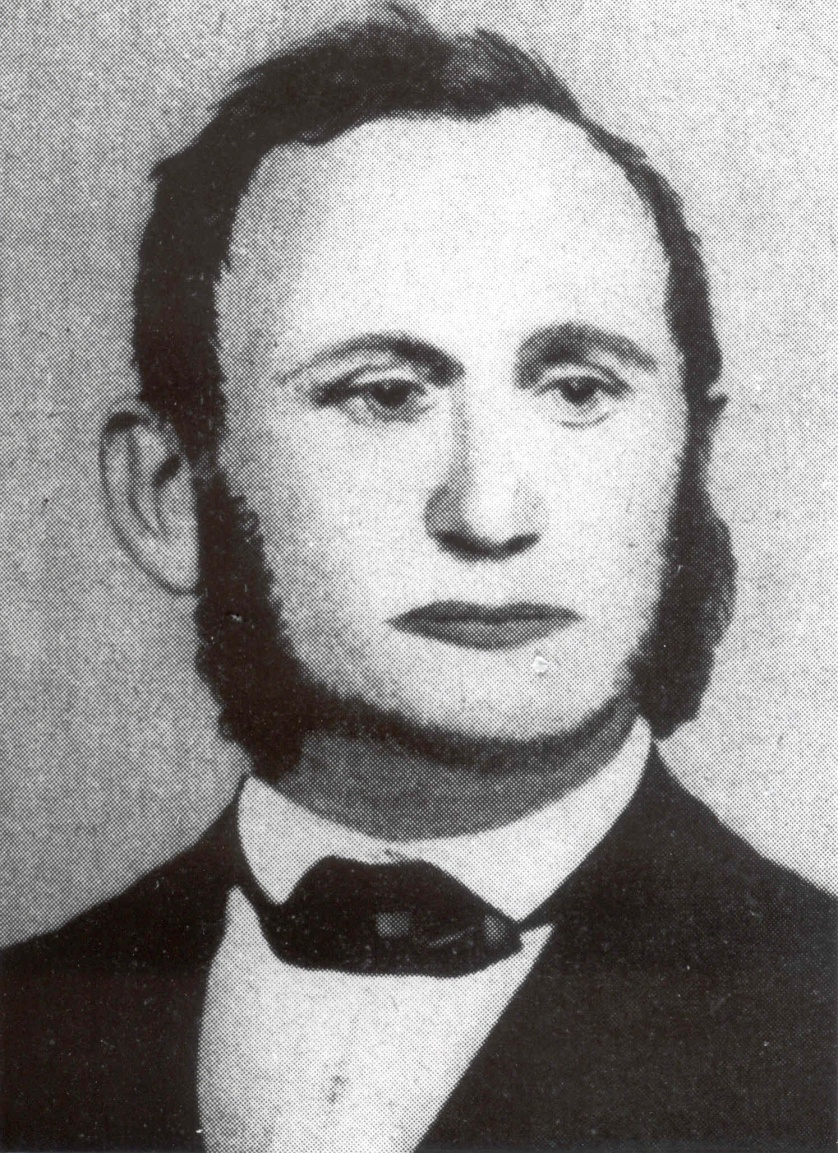
Ludwig Röder von Diersburg

Freiherr Franz Ludwig Emil Röder von Diersburg (* 8. November 1822 in Ockstadt; † 19. August 1881 in Mainz) war ein Verwaltungsjurist im Großherzogtum Hessen.

## Familie
Er entstammte dem zweiten Zweig des jüngeren Astes der älteren Hauptlinie des in der Ortenau gründenden Geschlechts der Roeder von Diersburg. Die Familie war evangelisch. Er war ein Sohn des großherzoglich-hessischen Obersten Ludwig Philipp Roeder zu Diersburg (1782–1848) und dessen Frau Elisabeth, geborene Seitz, einer Schwester von Joseph Seitz, Landrat des Landratsbezirks Vilbel und späteren Kreisrats des Kreises Nidda. Sie war römisch-katholisch.
Ludwig Röder von Diersburg blieb ledig.

## Karriere
Röder von Diersburg studierte ab 1840 an der Universität Göttingen und ab 1841 an der Universität Gießen Rechtswissenschaften und wurde dort Mitglied des Corps Starkenburgia. Nach seiner Militärzeit schlug er die Verwaltungslaufbahn ein und begann als Regierungsakzessist. 1853 wurde er Assessor und kommissarischer Kreisrat des Kreises Lauterbach, 1854 Kreisrat des Kreises Worms, 1857 des Kreises Mainz und 1859 im Kreis Biedenkopf. Hier wurde er zunächst kommissarisch und dann 1861 endgültig Kreisrat.  1866 – der Kreis Biedenkopf wurde mit dem Friedensvertrag vom 3. September 1866 von Preußen annektiert – wechselte er in gleicher Funktion in den Kreis Schotten. 1871 – in Nachfolge von Julius Rinck von Starck – zum kommissarischen Provinzialdirektor der Provinz Oberhessen ernannt, wurde er 1872 Kreisrat von Gießen, zwei Ämter, die im Regelfall in Personalunion ausgeübt wurden. In gleicher Ämterkombination wechselte er 1877 als Provinzialdirektor nach Rheinhessen und zur Verwaltung des Kreises Mainz. Dies war zudem noch mit der Aufgabe des landesherrlichen Territorial-Kommissars an der Festung Mainz verbunden.
Diese Ämter hatte er bis zu seinem Tod inne.

## Weitere Engagements
- 1872 Mitglied des Ausschusses für das Zivildiener-Witweninstitut

## Ehrungen
- 1859 Preußischer Roter Adlerorden IV. Klasse
- 1873 Ritterkreuz I. Klasse des Verdienstordens Philipps des Großmütigen
- 1881 Preußischer Kronenorden II. Klasse
- 1881 Komturkreuz II. Klasse des Verdienstordens Philipps des Großmütigen